# Vähät-Sammalet
Vähät-Sammalet är en ö i Finland. Den ligger i sjön Hankavesi och Välivesi och i kommunen Etseri i den ekonomiska regionen  Kuusiokunnat  och landskapet Södra Österbotten, i den centrala delen av landet, 270 km norr om huvudstaden Helsingfors. Öns area är 0,1 hektar och dess största längd är 60 meter i sydöst-nordvästlig riktning.